# 메타내러티브
메타내러티브 (Metanarrative) 란 비판 이론과 포스트모더니즘에서 역사적의미, 경험 또는 지식이 한 사회에 주요 아이디어가 완전화되도록 예측함을 통해 적절성을 주는 내러티브에 관한 내러티브이다.  

## 탈구조주의자의 회의론
라이오타드는 메타내러티브의 통합적인 성질에 대한 포스트모던의 조건에 대하여 회의가 증가함을 주장하였다. 미셸 푸코와 같은 탈구조주의자들은 이런 현상에 대하여 오히려 긍정적으로 본다.  거대한 이론을 구성하려는 시도가 기존의 자연적으로 있던 혼란을 없애기 때문이다.

## 같이 보기
- 종말론
- 세대주의
- 메타픽션
- 메타인지
- 신 역사주의
- 두꺼운 기술